# Ministro principal de Gales
El ministro principal de Gales (en idioma galés: Prif Weinidog Cymru) es el jefe del Gobierno de Gales, establecido en 1999.
El ministro principal es nombrado por el monarca, y es el representante de la corona en Gales. El ministro a su vez, nombra a los ministros de su gabinete, al viceministro principal y al consejo general (con aprobación de su majestad).
La oficina oficial del ministro es Tŷ Hywel, antes conocida como Crickhowell House. Desde agosto de 2024, la ministra es Eluned Morgan, del Partido Laborista Galés.

## Personas que ocuparon el cargo

### Primer secretario
| Primeros secretarios de Gales | Primeros secretarios de Gales | Primeros secretarios de Gales | Primeros secretarios de Gales |
| Período                       | Período                       | Primer secretario             | Partido                       |
| ----------------------------- | ----------------------------- | ----------------------------- | ----------------------------- |
|                               | 1999-2000                     | Alun Michael                  | Laborista                     |
|                               | 2000-2000                     | Rhodri Morgan                 | Laborista                     |

### Ministro principal
| Ministros principales de Gales | Ministros principales de Gales | Ministros principales de Gales | Ministros principales de Gales |
| Período                        | Período                        | Ministro principal             | Partido                        |
| ------------------------------ | ------------------------------ | ------------------------------ | ------------------------------ |
|                                | 2000-2009                      | Rhodri Morgan                  | Laborista                      |
|                                | 2009-2018                      | Carwyn Jones                   | Laborista                      |
|                                | 2018-2024                      | Mark Drakeford                 | Laborista                      |
|                                | 2024                           | Vaughan Gething                | Laborista                      |
|                                | 2024-                          | Eluned Morgan                  | Laborista                      |

### Generales
- «Role of the First Minister» (en inglés). Welsh Goverment. Archivado desde el original el 10 de agosto de 2011. Consultado el 9 de julio de 2011.
- «History of First Ministers of Wales» (en inglés). Welsh Goverment. Archivado desde el original el 11 de agosto de 2011. Consultado el 9 de julio de 2011.

### Específicas
- Datos: Q18996